# Ferenc Bernáth

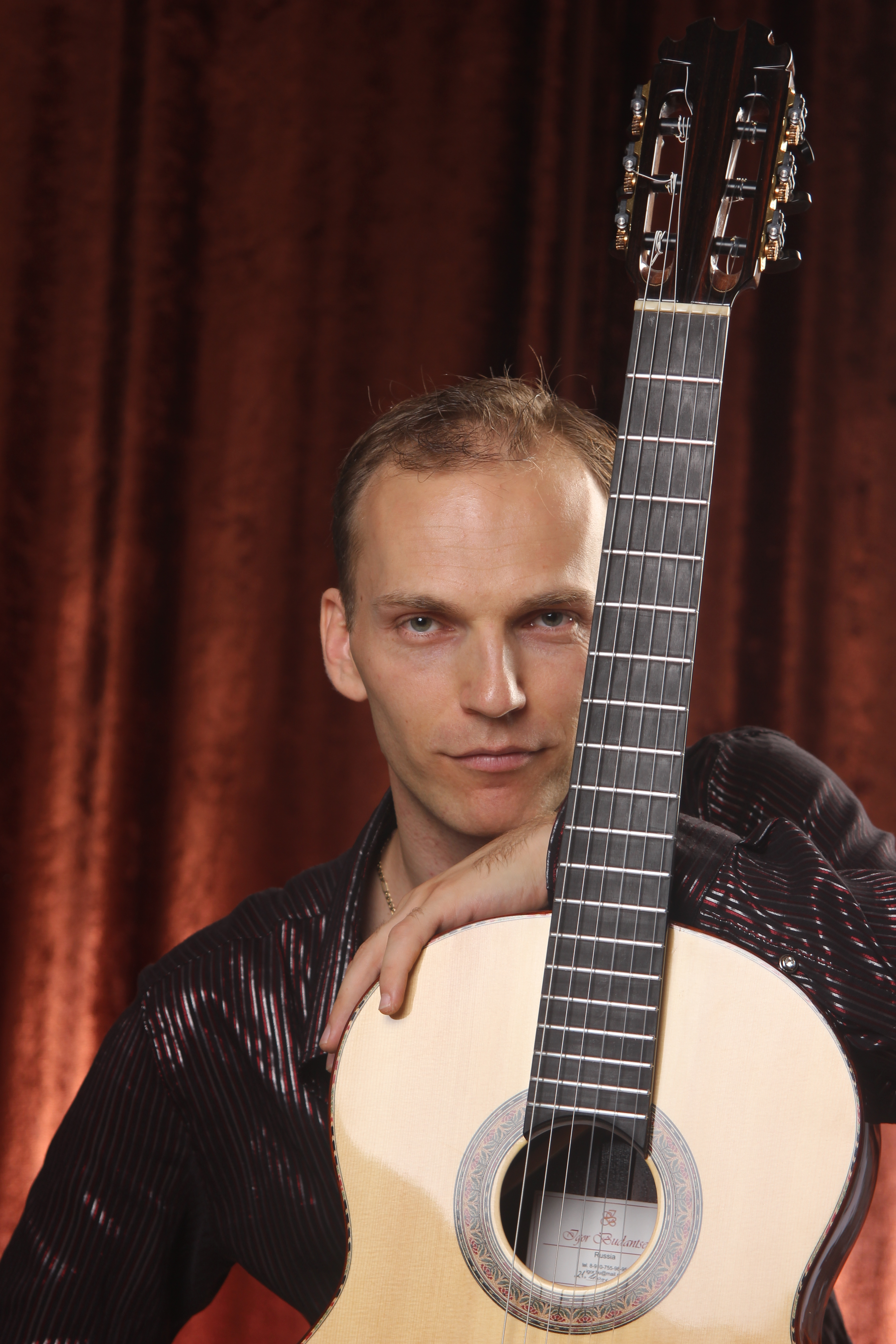
Ferenc Bernáth (2011)

Ferenc Bernáth (* 1981) ist ein ukrainisch-ungarischer Gitarrist und Komponist.

## Leben
2007 schloss er ein Studium an der Staatlichen Kunst-Universität in Charkiw als Gitarrist und Gitarrenlehrer ab. An derselben Hochschule verteidigte er seine Dissertation im Fachbereich Musikwissenschaft und erlangte den Grad PhD.
Während seines Studiums nahm er an Meisterkursen von József Eötvös, Ede Roth (Ungarn), Leo Brouwer (Kuba), Aniello Desiderio (Italien), Wladimir Dozenko (Ukraine), Sergej Kordenko (Russland), Ichiro Suzuki (Japan), Piotr Zaleski (Polen) teil.
Seit 2007 ist er Gitarrenlehrer an der Egressy Béni Fachmittelschule und Musikschule in Budapest, seit 2012 leitet er dort die Fachabteilung. Seit 2012 ist er Gitarrenlehrer am "Vienna Konservatorium Budapest".
Bernáth war  Jurymitglied bei Gitarrenwettbewerben. 2014 startete er eine Konzertreihe mit dem Titel „Gitár Estek a Rátkaiban“, durch die  junge Gitarristen im Rátkai Márton Kunstklub in Budapest die Möglichkeit bekommen, sich zu präsentieren.
Er ist Gründer und seit 2014 künstlerischer Leiter des internationalen Gitarrenfestivals „Velence Guitar Days“, bei dem er Meisterkurse und Konzerte gibt und jungen Gitarristen Auftrittsmöglichkeiten bietet. 2015–2016 war er Gründungsmitglied und musikalischer Leiter des  Gitarrenorchesters Palladio Orchestra.
Er spielte  zugunsten der Nationalen Vereinigung der Großfamilien, des Bajcsy-Zsilinszky-Krankenhauses in Budapest, von Radio Maria, des Instituts für Blinde und Sehbehinderte in Uschhorod. 2015 initiierte er gemeinsam mit Künstlerfreunden eine Konzertreihe zur Unterstützung der Karpaten-Ukrainer. 2019 wurde er Mentor des Nyilas Misi Stipendienprogramms der Ungarischen Reformierten Hilfsorganisation zur Förderung junger Talente. Für seine wohltätigen Tätigkeiten wurde er am 17. Oktober 2020 von der Universal Peace Federation mit dem Titel "Botschafter des Friedens" ausgezeichnet.
Bernáth gibt  Konzerte als Solist auf der klassischen Gitarre sowie in Duos mit Gitarre, Flöte, Violine, Klavier oder Gesang und trat als Solist mit Sinfonieorchestern auf. Sein  Repertoire umfasst neben klassischen Werken auch Jazz, Latin, Flamenco und Volksmusik. Er war  Gast und Preisträger bei internationalen Festivals und hat an mehreren CDs, DVDs sowie ungarischen und ausländischen Radio- und Fernsehaufnahmen mitgewirkt.
Bernáth war Mitwirkender bei der ungarischen Uraufführung von Leo Brouwers Concerto No. 3 „Elegiaco“ für Gitarre und Orchester im Duna Palota, der Premiere von D. Malyjs Gitarrenkonzert mit dem Charkiwer Symphonieorchester sowie mehrere Solo- und Kammermusikwerke.
Als Komponist hat er mehrere Werke inspiriert von Volksliedern und Paraphrasen für klassische Gitarre geschrieben. Er hat auch für Gitarre und Sinfonieorchester komponiert: Concerto No. 1 „Hungarian“ für Gitarre und Orchester.

## Auszeichnungen
- 2007, 2008 Guinness-Weltrekordhalter (Internationales Gitarrenfestival Balatonfüred)[6]
- 2012 Artisjus Musikpreis (Ungarn, Budapest)
- 2012 „PRO CULTURA MINORITATUM HUNGARIAE“-Preis (Ungarn, Budapest)
- 2014 wurde er für seine bedeutende kulturelle Arbeit in den ungarisch-ukrainischen Beziehungen vom Weltkongress der Ukrainer mit der „Taras Schewtschenko“-Gedenkmedaille ausgezeichnet
- 2016 David Arts Kreativpreis (Ungarn, Budapest)
- 2017 wurde er zum Ehrenmitglied des Verbandes der Gitarristen der Nationalen Musikgesellschaft der Ukraine ernannt
- 2018: In Ungarn gewann Bernáth einen internationalen Komponistenwettbewerb.[7]
- 2018 1. Preis beim internationalen Komponistenwettbewerb „CompoGuitar“ (Ukraine, Kiew)
- 2018 Grand Prize beim internationalen Komponistenwettbewerb „Transcarpathian Edelweiss“ (Ukraine, Uschhorod)
- 2019 1. Preis beim internationalen Musikwettbewerb „CaspiArt World“ (Türkei)
- Am 17. Oktober 2020 wurde er von der Universal Peace Federation mit dem Titel „Botschafter des Friedens“ ausgezeichnet.[8]
- 2021 Grand Prix beim internationalen Gitarrenwettbewerb „Renaissanse of Guitar“ (Belarus)

## Veröffentlichungen
- „Érzések és Hangulatok“ (Solo-CD 2005)
- „Lírai dallamok“ (Flöte-Gitarre-CD 2009)
- „Gitár Mágia“ (Live-Konzert-DVD 2011)
- „Kettős Parafrázis“ (Gitarrenduo-CD 2012)
- „Gyerekjáték“ Charakterstücke für klassische Gitarre (Noten+CD 2012)
- „Kárpátok Mágiája“ (Kettős Parafrázis Gitarrenduo-CD 2017)
- „Tájkép Prelűdök“ Vortragsstücke für klassische Gitarre (Notenveröffentlichung 2019)
- „The Girl with Blue Roses“ Vortragsstück für Flöte und Gitarre (Notenveröffentlichung 2019)[9]
- „Gitár Mintázatok“ Vortragsstücke für klassische Gitarre (Notenveröffentlichung 2020)

Dissertation
- Загальноєвропейський еталон гітарного виконавства та специфіка його національних втілень. (The common European standard of the guitar performance and the specifics of its national incarnations). 27. April 2019 (ukrainisch, kharkiv.ua [PDF]).